# Liste der Biografien/Jeb
Liste der Biografien |
Portal Biografien |
Personensuche
# |
A |
B |
C |
D |
E |
F |
G |
H |
I |
J |
K |
L |
M |
N |
O |
P |
Q |
R |
S |
T |
U |
V |
W |
X |
Y |
Z |
?
 
Ja |
Jb |
Jd |
Je |
Jh |
Ji |
Jj |
Jl |
Jn |
Jm |
Jo |
Jp |
Jr |
Js |
Jt |
Ju |
Jv |
Jw |
Jy
 
Jea |
Jeb |
Jec |
Jed |
Jee |
Jef |
Jeg |
Jeh |
Jei |
Jej |
Jek |
Jel |
Jem |
Jen |
Jeo |
Jep |
Jeq |
Jer |
Jes |
Jet |
Jeu |
Jev |
Jew |
Jex |
Jey |
Jez
Die Liste der Biografien führt alle Personen auf, die in der deutschsprachigen Wikipedia einen Artikel haben. Dieses ist eine Teilliste mit 45 Einträgen von Personen, deren Namen mit den Buchstaben „Jeb“ beginnt.

## Jeb

### Jeba
- Jebali, Hamadi (* 1949), tunesischer Journalist, Generalsekretär der gemäßigt-islamistischen Ennahda
- Jebali, Issam (* 1991), tunesischer Fußballspieler
- Jebavý, Drahomír (* 1930), tschechoslowakischer Skispringer
- Jebavý, Jan (1908–1942), tschechischer Augenarzt und Hochschullehrer, Widerstandskämpfer gegen das NS-Regime
- Jebavý, Roman (* 1989), tschechischer Tennisspieler
- Jebawy, Jasmin (* 1996), deutsche Tennisspielerin

### Jebb
- Jebb, Eglantyne (1876–1928), britische Kinderrechts-Aktivistin, Gründerin der Organisation Save the ChildrenEglantyne Jebb (1876–1928)

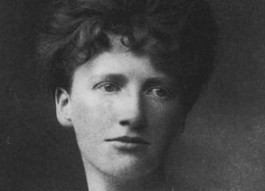
Eglantyne Jebb (1876–1928)

- Jebb, Eglantyne Louisa († 1925), anglo-irische Sozialreformerin
- Jebb, Gladwyn, 1. Baron Gladwyn (1900–1996), britischer Politiker, MdEP und erster Generalsekretär der Vereinten Nationen
- Jebb, Miles, 2. Baron Gladwyn (1930–2017), britischer Peer, Autor und Politiker
- Jebb, Richard (1729–1787), britischer Mediziner
- Jebb, Richard Claverhouse (1841–1905), britischer klassischer Philologe
- Jebb, Susan (* 1964), britische Ernährungswissenschaftlerin und Politikberaterin
- Jebbison, Daniel (* 2003), kanadisch-englischer Fußballspieler

### Jebe
- J̌ebe Noyan († 1223), mongolischer General
- Jebe, Christian (1876–1946), norwegischer Segler
- Jebe, Johann Friedrich (1891–1972), deutscher Politiker (NSDAP), MdR
- Jebeleanu, Eugen (1911–1991), rumänischer Lyriker
- Jebens, Adolf (1819–1888), deutscher Maler
- Jebens, Albrecht (* 1946), deutscher Politikwissenschaftler
- Jebens, Celine (* 2004), deutsche Volleyballspielerin
- Jebens, Hendrik (* 1995), deutscher TennisspielerHendrik Jebens (* 1995)

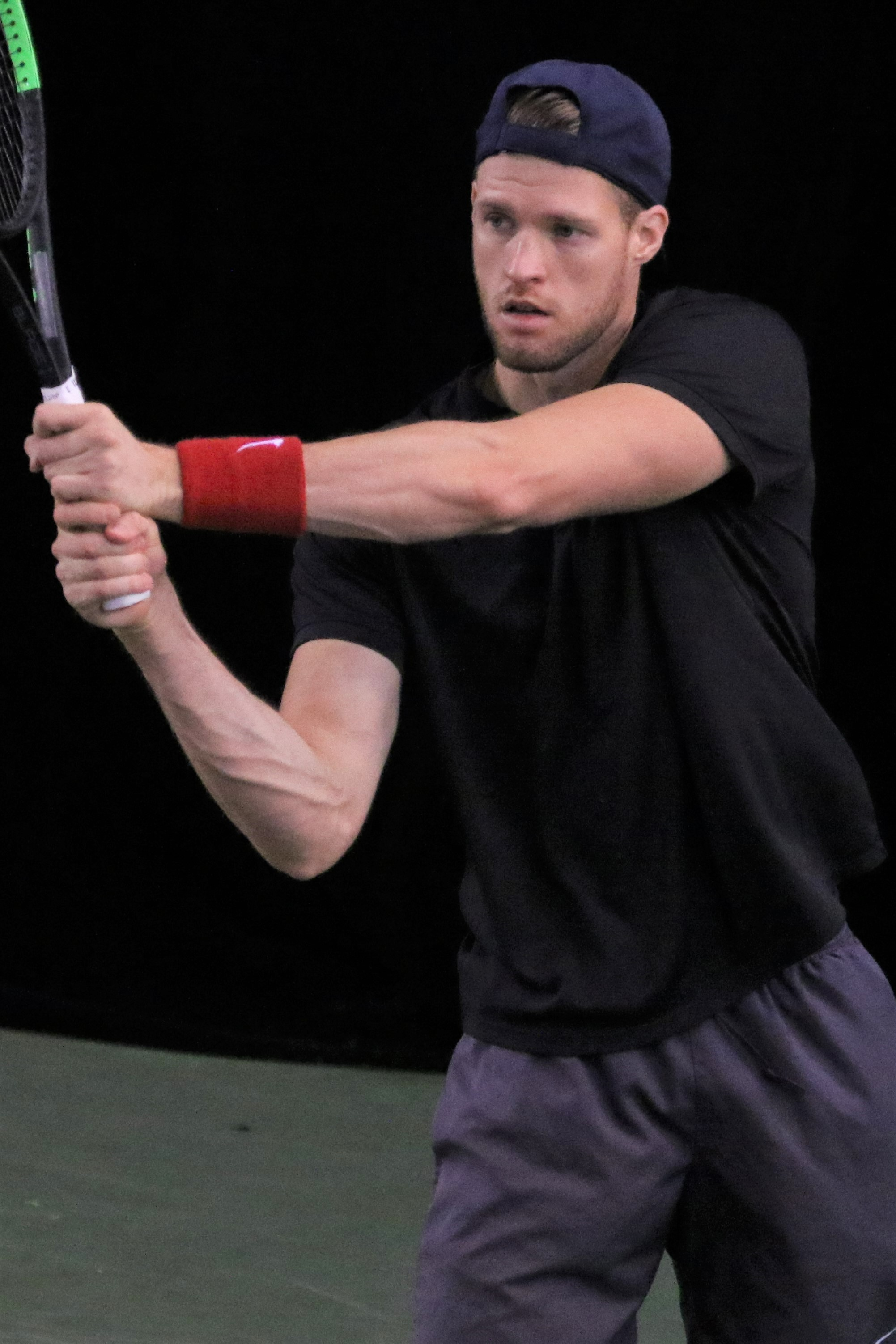
Hendrik Jebens (* 1995)

- Jebens, Klaus-Peter, deutscher Unternehmer
- Jebens, Sverre Erik (* 1949), norwegischer Jurist
- Jebens, Wilhelm (1830–1907), preußischer Jurist
- Jebet, Ruth (* 1996), bahrainische Hindernis- und Langstreckenläuferin kenianischer Herkunft
- Jebet, Sheila (* 2005), kenianische Langstreckenläuferin

### Jebi
- Jebitok, Edinah (* 2001), kenianische Mittelstreckenläuferin

### Jebj
- Jebjerg, Kasper (* 1985), dänischer Radrennfahrer

### Jebl
- Jeblinger, Raimund (1853–1937), österreichischer Architekt

### Jebo
- Jebor, William (* 1991), liberianischer Fußballspieler

### Jebr
- Jebraeili, Mohammed (* 1985), iranischer Radrennfahrer
- Jebreal, Rula (* 1973), palästinensische Journalistin, Autorin und Drehbuchautorin
- Jebreen, Talal (* 1973), saudi-arabischer Fußballspieler
- Jebrin, Torric (* 1991), ghanaischer Fußballspieler
- Jebroer (* 1986), niederländischer Musiker und Rapper

### Jebs
- Jebsen, Hans Jacob (1921–1979), deutscher Reeder, dänischer Reeder, deutscher Unternehmer, dänischer Unternehmer
- Jebsen, Hans Michael (* 1956), deutscher Reeder, dänischer Reeder, deutscher Unternehmer, dänischer Unternehmer
- Jebsen, Henny (1851–1905), deutsche Blumen- und Landschaftsmalerin
- Jebsen, Jacob (1870–1941), deutscher Reeder, Unternehmer
- Jebsen, Johnny (1917–1945), deutsch-britischer Doppelagent
- Jebsen, Ken (* 1966), deutscher Journalist, Webvideoproduzent und politischer JournalistKen Jebsen (* 1966)

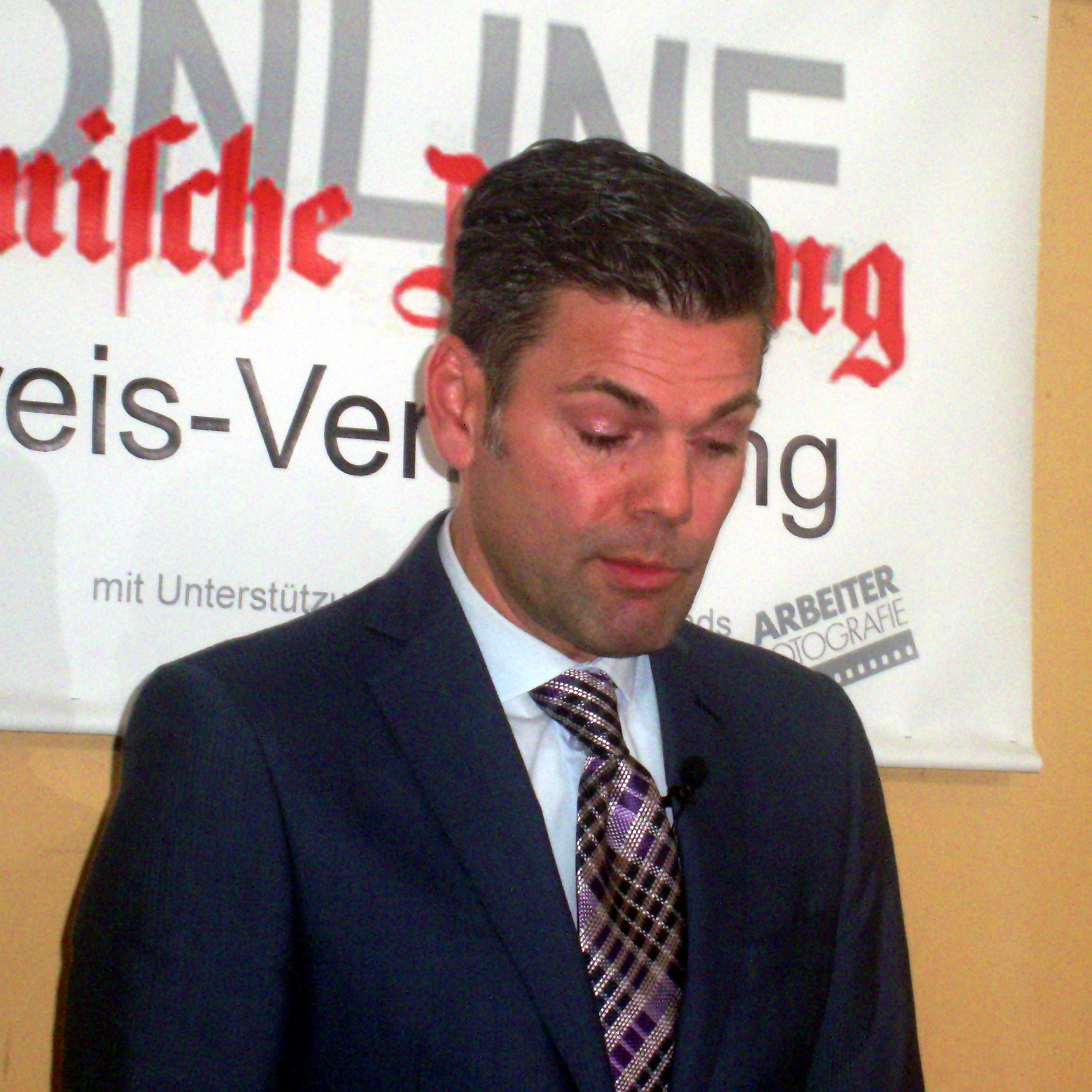
Ken Jebsen (* 1966)

- Jebsen, Michael jun. (1911–2000), deutscher Reeder und Unternehmer
- Jebsen, Michael sen. (1835–1899), deutscher Kapitän und Reeder, Senator und Politiker (NLP), MdR und Mitglied des preußischen Landtages

### Jeby
- Jeby, Ben († 1985), US-amerikanischer Boxer im Mittelgewicht und Weltmeister